# Hansa (geslacht)
Hansa is een geslacht van vlinders van de familie dikkopjes (Hesperiidae), uit de onderfamilie Hesperiinae.

## Soorten
- H. cotundo Nicolay, 1980
- H. devergens (Draudt, 1924)
- H. hyboma (Plötz, 1886)